# Passional Christi und Antichristi

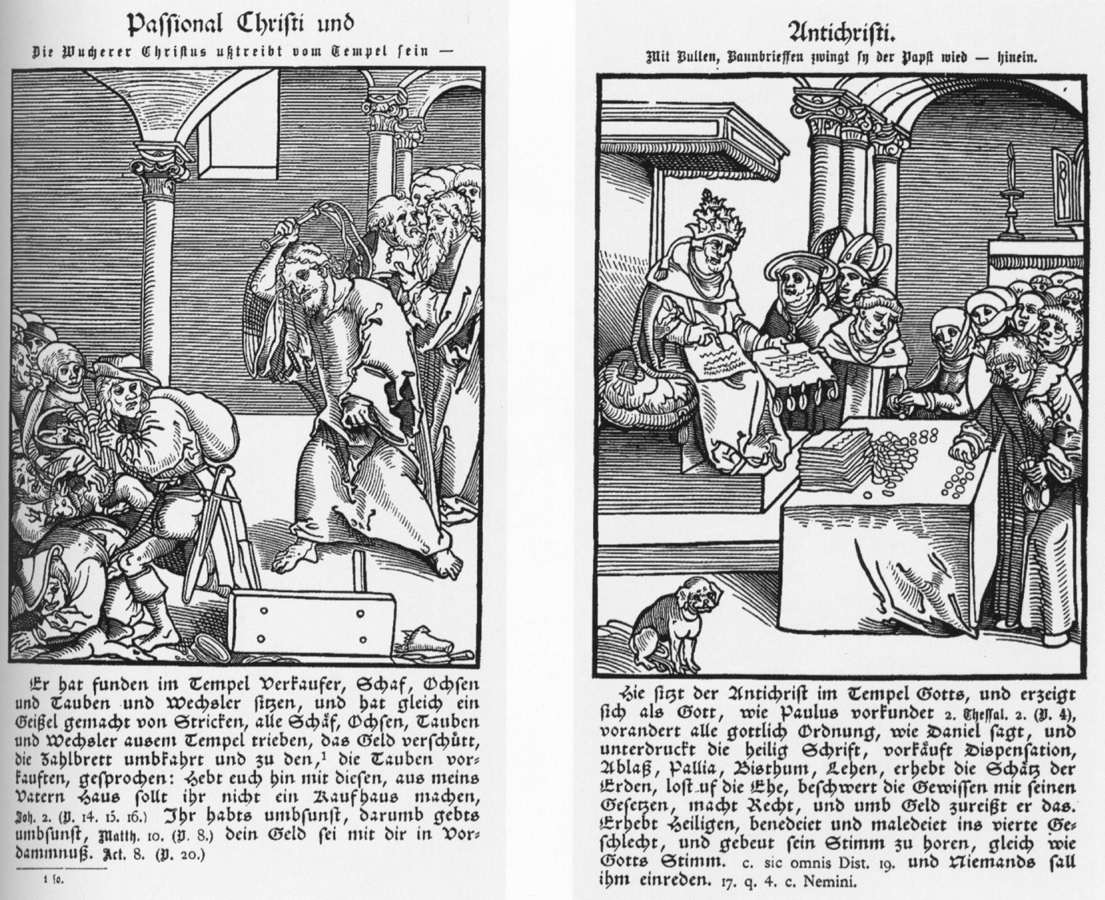
Incisione della dodicesima antitesi del Passional

Il Passional Christi und Antichristi, chiamato anche Antithesis figurata nella versione latina, è un pamphlet realizzato da Martin Lutero e Filippo Melantone con la collaborazione grafica di Lucas Cranach il Vecchio, pubblicato a Wittenberg nel 1521 in risposta al libello del domenicano Ambrogio Catarino Politi, l'Anticristo (1521).

## Descrizione
Il testo presenta 26 illustrazioni corredate da brevi didascalie tratte dal diritto canonico o dalla Bibbia, in cui viene mostrata l'antitesi tra Cristo e il papa nelle vesti dell'Anticristo. Le immagini enfatizzano la differenza tra il primo (caratterizzato da fratellanza, pace, carità ed umiltà) ed il secondo (caratterizzato invece da bellicosità, avidità, lusso, brama di potere).
Il Passional ebbe un successo enorme in un mondo a maggioranza analfabeta grazie all'efficacia delle immagini, che riuscirono a semplificare e rendere accessibili a tutti le istanze del riformatore, e grazie alla sua ampia diffusione grazie alla stampa.
La dodicesima immagine ad esempio mostrava Cristo nel tempio che scaccia i mercanti, scalzo e brandendo una frusta mentre nell'immagine speculare appariva il papa su un trono riccamente abbigliato mentre firma bolle di indulgenza  pagate dalla folla di fedeli.

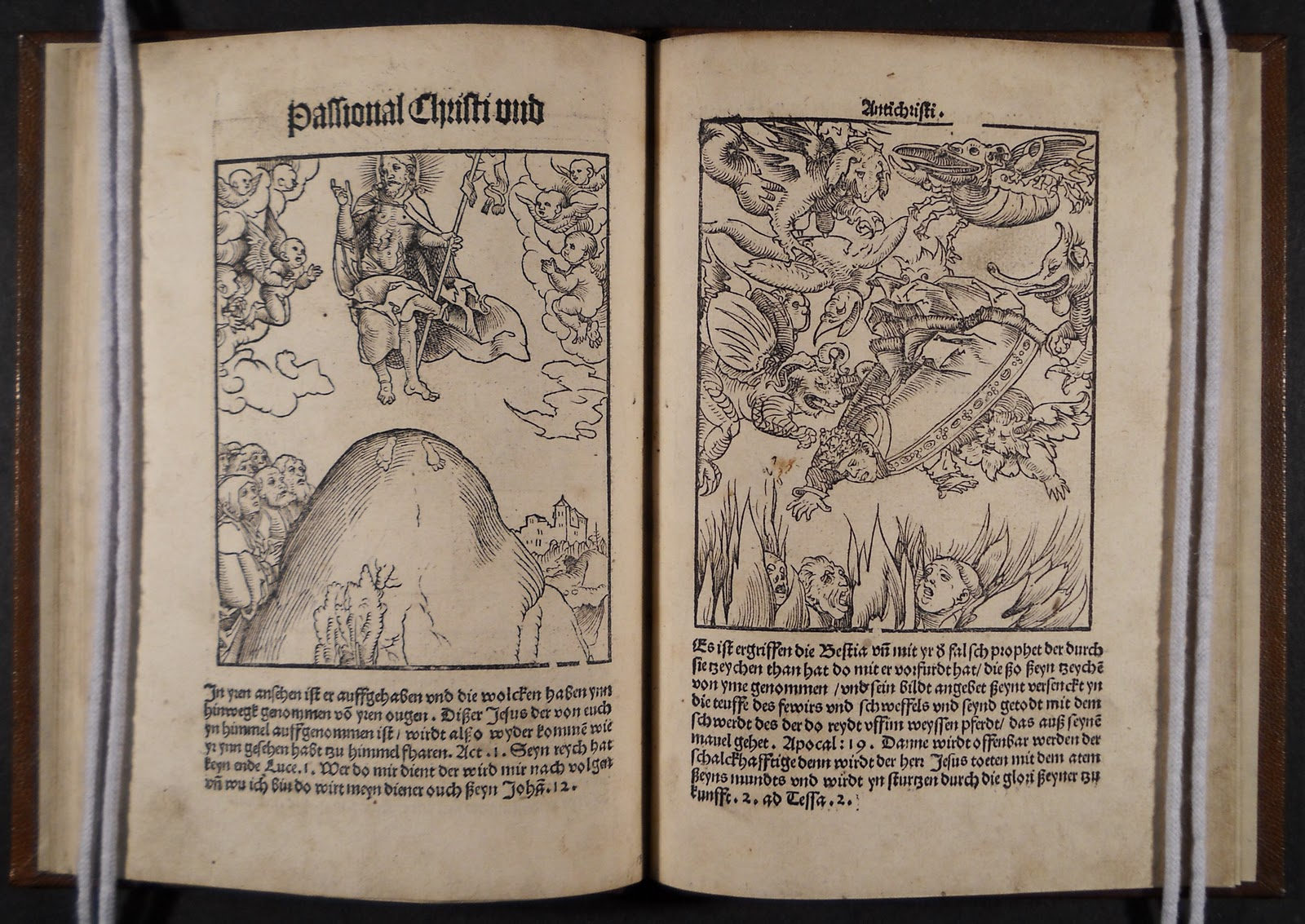
Cristo ascende al cielo, mentre il pontefice Anticristo è scagliato nelle fiamme infernali.

Nell'ultima coppia di incisioni da una parte Cristo si innalza in cielo, nella pagina accanto il papa viene trascinato dai demoni nell'inferno.
Un esempio similare di operetta a stampa di eguale forza polemica può essere indicata nel Papstesel (L'asino papa), egualmente realizzato da Lutero e da Melantone nel 1523 con incisioni di Lucas Cranach il Vecchio.